# WASP-2b
WASP-2b là một hành tinh ngoài hệ thống quay quanh ngôi sao WASP-2 nằm cách xa khoảng 500 năm ánh sáng trong chòm sao Hải Đồn. Nó được phát hiện thông qua phương pháp vận chuyển, và sau đó theo dõi các phép đo bằng phương pháp vận tốc hướng tâm đã xác nhận rằng WASP-2b là một hành tinh. Khối lượng và bán kính của hành tinh cho thấy nó là một khối khí khổng lồ có thành phần khối lượng tương tự Sao Mộc. Không giống như Sao Mộc, nhưng tương tự như nhiều hành tinh khác được phát hiện xung quanh các ngôi sao khác, WASP-2b nằm rất gần ngôi sao của nó và thuộc lớp các hành tinh được gọi là Sao Mộc nóng. Một nghiên cứu năm 2008 đã kết luận rằng hệ thống WASP-2b (trong số những người khác) là một hệ sao nhị phân cho phép xác định chính xác hơn các thông số của sao và hành tinh.